# Martin Mull
Martin Eugene Mull (n. 18 august 1943, Chicago, Illinois, SUA – d. 27 iunie 2024, Los Angeles, California, SUA) a fost un actor, umorist și pictor american. Acesta a avut multe roluri, atât în filme cât și în seriale, cel mai cunoscut fiind rolul lui Russell din Doi bărbați și jumătate.